# 號 (樂器)
号是对某些管乐器的称呼。

## 狭义的号（horn）
原意为牛科动物的洞角，引申为用洞角制作或洞角形状的角类乐器。
在音乐专业术语中特指圆号，包括自然圆号和现代圆号（也叫法国号）。
一些兼具圆号特征（如圆锥形管体）与小号特征（如杯形吹口）的铜管乐器亦以为名，如萨克斯号（saxhorn）、柔音号（flugelhorn）、细管上低音号（baritone horn）、中音号（tenor horn）等。

## 广义的号（horn）
号可作为铜管乐器的通称。一般把管体大部分呈逐渐扩大的圆锥状的铜管乐器归为圆号类（horn），而管体大部分呈圆柱状的铜管乐器归为小号类（trumpet），但二者并非泾渭分明，因此时常混称。中文则无论管体形状均称为号，如圆号、小号、大号、长号、短号、木管号等。
一些木管乐器也叫做，如英国管（English horn）、巴塞管（basset horn）。